# Juan Pasquau
Juan Pasquau Guerrero (Úbeda, 21 de abril de 1918-Madrid, 10 de junio de 1978) fue un escritor, cronista y docente español. Gran parte de su producción literaria estuvo dedicada a la ciudad andaluza de Jaén y a su provincia. 

## Biografía
Fue cronista oficial de la ciudad de Úbeda, que, en mayo de 1968, le nombró Hijo Predilecto, por acuerdo unánime de la Corporación Municipal. En su labor como periodista, fundó y dirigió la revista Vbeda, así como numerosos artículos en los diarios Jaén, Ideal y ABC. 
Perteneció al Instituto de Estudios Giennenses que, en 1971, le concedió el Premio ‘Cronista Cazaban’. Fue elegido académico correspondiente de la Real Academia de Bellas Artes de San Fernando y recibió la Cruz de Orden Civil de Alfonso X el Sabio.
Su bibliografía se compone de libros como Biografía de Úbeda, En busca del hombre perdido, Dos temas de Úbeda, Todavía Corpus y diversas recopilaciones de sus artículos periodísticos. El escritor da nombre, a partir de 1979, a la Biblioteca Municipal de Úbeda, donde fue archivero-bibliotecario. Asimismo, uno de los colegios de la localidad lleva su nombre. Fue profesor de Lengua y Literatura en el colegio de los jesuitas SAFA de Úbeda, el curso 1956-1957.

## Distinciones

### Órdenes
- Cruz de la Orden Civil de Alfonso X el Sabio ( España).

### Honores
- Hijo Predilecto de Úbeda (1968).
- Medalla de Oro de Úbeda a título póstumo (2018).[1]

### Premios
- Premio 'Cronista Cazabán' (1971).